# Poznań (stad)

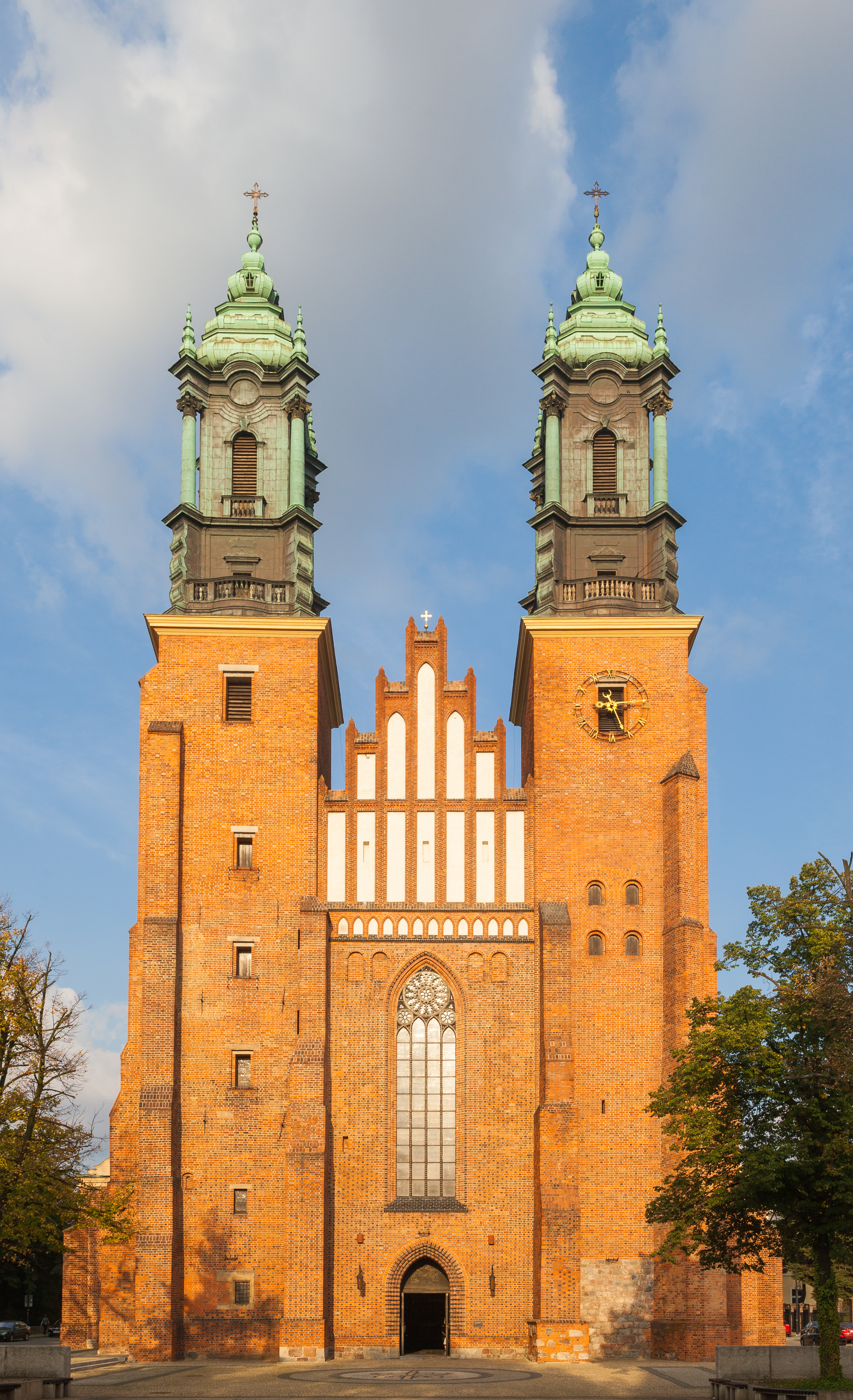
Sint-Petrus-en-Paulusbasiliek

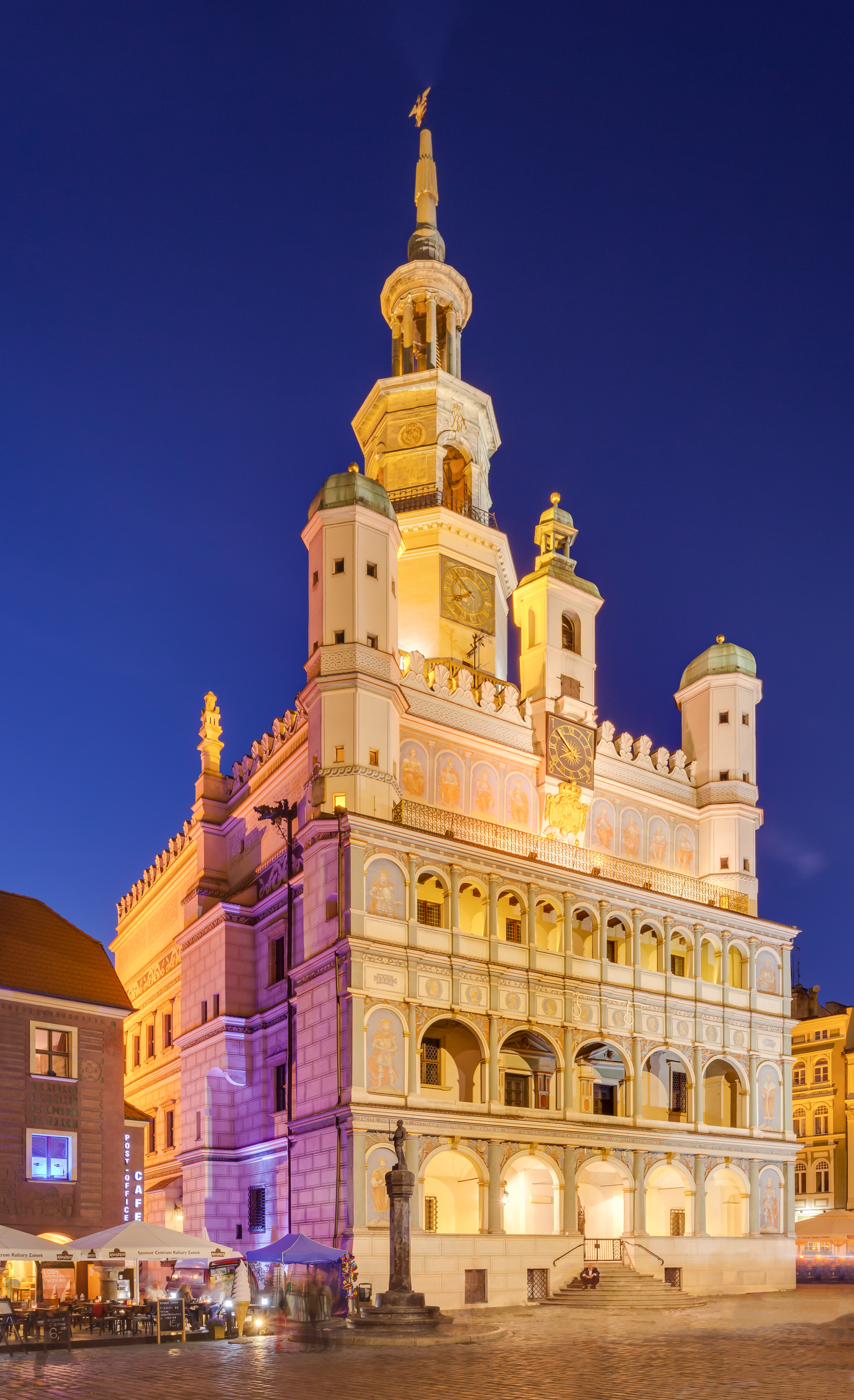
Raadhuis van Poznań

Poznań ([ˈpɔznaɲ] uitspraakⓘ; Duits: Posen) is een stad in het westen van Polen. De stad ligt aan de rivier de Warta en telt 538.863 inwoners (2017), waarmee het de vijfde meest bevolkte stad van het land is. In de wijde agglomeratie wonen ook nog eens een miljoen mensen. Poznań is de hoofdstad van het woiwodschap Groot-Polen en de voornaamste stad van de gelijknamige historische regio.
Poznań is een van de oudste steden van Polen. In de 10e en 11e eeuw was het ook een van de belangrijkste centra van de net opgerichte Poolse staat. De eerste Poolse koningen werden ook begraven in de kathedraal van Poznań, die de oudste van Polen is. Het was ook de eerste hoofdstad van Polen samen met Gniezno in de 11e eeuw en opnieuw in de 13e eeuw.
Het is een belangrijke handels- en industriestad, die bekendstaat om haar jaarbeurzen. In 2008 vond in Poznań de VN-klimaatconferentie plaats. In 2012 was Poznań een van de speelsteden voor het Europees Voetbalkampioenschap.
Poznań is sedert 1518 door de bisschoppelijke academie Akademia Lubrańskiego een universiteitsstad en heeft een internationale luchthaven, de luchthaven Poznań-Henryk Wieniawski. Aan de 28 hogere scholen en universiteiten studeren 128.900 studenten. De grootste onderwijsinstellingen zijn de Adam Mickiewicz-Universiteit met zo'n 30.000 studenten en de Technische Universiteit Poznań met meer dan 20.000 studenten. Met 4,1% (13.500 mensen) (2013) heeft de stad de laagste werkloosheid van Polen.

## Geschiedenis

### Middeleeuwen
De regio van Poznań werd voor de 7e eeuw na Christus bewoond door de Germaanse stammen van de Boergondiërs en Vandalen. Daarna vestigde de West-Slavische stam van de Polanen zich er, naast hun nederzettingen in de streek rond Gniezno. Uit deze stam zou het hertogdom Polen van het geslacht van de Piasten voortkomen. De stad behoort tot de oudste steden van Polen. In de 10e eeuw werd in Poznań de eerste Poolse kathedraal gebouwd en de eerste vorsten van de Piastendynastie werden hier begraven. In 1253 werd Poznań, in het Duits Posen genaamd, een stad met Maagdenburger recht, en Duitse handelslieden vestigden zich er. In de 16e eeuw beleefde de stad haar grootste bloei. In die tijd verdween een groot deel van de Duitstalige burgerij, vooral toen zij was overgegaan tot het lutheranisme en dit geloof aan het einde van de eeuw werd verboden. De Dertigjarige Oorlog en de Noordse Oorlog ontvolkten de stad nog meer. Sinds 1611 bezat het Jezuïetencollege in de stad het recht van promotie, terwijl de studenten van de bisschoppelijke Lubranski-Academie in Krakau aan de Jagiellonische Universiteit hun promotie en graad moesten bewijzen in een examen. Tussen 1719 en 1753 vestigden veel Duitse boeren en ambachtslieden uit het bisdom Bamberg zich rondom en in de stad en haar directe omgeving. Deze katholieke Bambrzy's (Posener Bambergers) gingen grotendeels op in de Poolse katholieke meerderheid door assimilatie en onderlinge huwelijken, maar hun folklore en klederdracht worden tot vandaag in ere gehouden door de Poolse bevolking van de stad en haar omgeving.

### Duits-Pruisische periode[1]
De stad kwam bij de derde Poolse Deling (1793) als deel van Zuid-Pruisen bij Pruisen, maakte van 1807 tot 1813/1815 deel uit van het napoleontische hertogdom Warschau en behoorde sinds 1815 weer tot Pruisen als ambtelijk en militair centrum en hoofdstad van de provincie Posen, van 1871 tot 1919 een provincie van het Duitse Rijk. In 1815 was een tiende deel van de burgerij luthers, en een kwart joods. Een halve eeuw later een derde resp. een zevende. In 1910 was de bevolking van de stad inmiddels voor bijna de helft Duitstalig - -45% in 1910 - geworden, meest luthersen maar daarnaast had zich ook een rooms-katholieke minderheid onder de Duitstaligen gevormd die overigens grotendeels tweetalig was. Aanvankelijk vormden de Joden een belangrijk deel van de Duitstaligen, maar hun aantal nam door emigratie, met name naar Berlijn en andere Duitse steden, sterk af. Vanuit de stad werkte een Ansiedlungskommission om het dalende aandeel Duitsers te compenseren met het uitvoeren van kolonisatieprogramma's. Grootgrondbezit werd daartoe opgekocht en verkaveld om Duitstalige boeren die uit de provincie wilden emigreren toch vast te houden, en boeren als nieuwe bewoners aan te werven uit andere delen van het Duitse en ook het toentertijd aangrenzende Russische Rijk. Conform het Verdrag van Versailles werd de stad in 1919 weer Pools, toen zij als Poznań aan de Republiek Polen toeviel, samen met het grootste deel van de gelijknamige Pruisische provincie. Het grootste deel - meer dan 50.000 - van de Duitstaligen vertrok en de meeste rooms-katholieke Duitsers, als regel tweetaligen, bleven en noemden zich voortaan Pool. In 1930 gaf nog maar 5% van de bevolking zich als Duitser op. Tijdens de nationaalsocialistische bezetting van Polen tussen 1939 en 1945 werd de provincie geannexeerd onder de naam Gau Wartheland en nam een deel van degenen die vóór 1919 Duits staatsburger waren geweest, in verschillende ranggradaties de status van 'Duitser' aan. [Zie ook Volksduitsers]. Samen met de Rijksduitsers (Duitse staatsburgers), die in dienst van de bezettingsautoriteit in het "Wartheland" gedetacheerd werden, kwamen zij op 28,3% (1 april 1944). Ondertussen kostte de nationaalsocialistische terreur vele Polen het leven. De Poolse maatschappelijke bovenlaag, voor zover niet vermoord of geïnterneerd, werd uitgewezen naar het Generaal-gouvernement. De Duitsers werden op hun beurt na de invasie van het Rode Leger vanaf 1945 verdreven, voor zover zij al niet gevlucht waren.

### De onlusten van 1956
Op 28 juni 1956 vonden hier de eerste protesten plaats tegen het communistische regime in Polen. Arbeiders van de Jozef Stalinfabrieken begonnen de opstand, die spoedig keihard werd neergeslagen. Officiële bronnen spreken over 74 doden, onder wie een jongen van 12 jaar oud. Het werkelijke dodental wordt over het algemeen aanzienlijk hoger geschat. Bijna duizend mensen raakten gewond. Deze protesten zouden een maand later een van de aanleidingen voor de Hongaarse Opstand vormen.

## Demografie
| Jaar | Inwoners | Opmerkingen |
| ---- | -------- | --- |
| 1793 | 012.538  | Van wie 7.437 Rooms-Katholiek, 3.021 Joden, 1.918 Evangelisch, 115 Calvinisten en 47 Grieks-orthodox |
| 1800 | 0 15.253 | Van wie 2.478 Joden |
| 1816 | 018.211  | bij 2.175 huishoudens, waarvan 5.000 Joden |
| 1837 | 032.456  | , Van wie 6.828 Joden |
| 1843 | 035.763  | [ 5 ] |
| 1858 | 047.540  | Inclusief 6.284 Militairen, van wie 30.813 Duitsers en 16.727 Polen; 17.892 spreken enkel Duits, 4.966 enkel Pools en 24.682 zowel Duits als Pools |
| 1861 | 051.253  | in december, inclusief 7.353 Soldaten (volgens anderen 7.263), van wie 34.580 Duitsers en 16.673 Polen; 22.390 spreken Duits en Pools, 21.008 enkel Duits en 7.755 enkel Pools |
| 1864 | 052.484  | Op 3 december, van wie 45.143 burgers (22.924 Rooms-Katholiek, 14.826 Evangelisch en 7.361 Joden) en 7.341 Militairen (5.724 Evangelisch, 1.559 Rooms-Katholiek en 58 Joden) 01 |
| 1875 | 060.998  | [ 9 ] |
| 1880 | 065.713  | [ 9 ] |
| 1885 | 0 86.315 | [ 9 ] |
| 1890 | 069.627  | Van wie 23.102 Evangelisch, 40.188 Rooms-Katholiek, 6.166 Joden en 171 overige (35.000 Polen] |
| 1900 | 117.033  | Van wie 37.412 Evangelisch, 73.415 Rooms-Katholiek en 6.206 overig, Inclusief joden |
| 1905 | 136.808  | Inclusief 6,381 militairen (een Grenadiersregiment Nr. 1, twee Infanterieregimenten Nr. 46 u. 47, een Regiment Königsjäger te paard Nr. 1, een veldartillerieregiment Nr. 20, een voetartillerieregiment Nr. 5 en een Trainbataillon Nr. 5), van wie 43.082 Evangelisch, 87.613 Rooms-Katholiek und 5.761 Joden (58.552 Duits, 78.309 Duits en Pools en 206 met andere moedertalen) |
| 1910 | 156.691  | Van wie 49.456 Evangelisch, 101.073 Rooms-Katholiek en 6.162 overige, inclusief Joden |
| 1931 | 248.608  | [ 9 ] |
| 1939 | 274.155  | [ 11 ] |

| Jaar | Inwoners | Opmerkingen |
| ---- | -------- | ----------- |
| 1946 | 267.978  | [ 11 ]      |
| 1965 | 438.209  |             |
| 1980 | 552.938  |             |
| 1990 | 590.101  |             |
| 1995 | 581.171  |             |
| 2000 | 574.896  |             |
| 2005 | 567.882  |             |
| 2010 | 551.627  |             |
| 2015 | 544.612  | in juni     |

## Bezienswaardigheden en cultuur
- Sint-Petrus-en-Paulusbasiliek
- Groot Theater in Poznań
- Raadhuis van Poznań op de Oude Markt
- De vijf historische fonteinen op de Oude Markt
- Muziekinstrumentenmuseum
- Het voormalige Residenzschloss, door Franz Heinrich Schwechten tussen 1905 en 1910 gebouwd in opdracht van de Duitse keizer Wilhelm II, nu cultuurcentrum 'Zamek' (Burcht)
- Vesting Poznań, een van de grootste vestinggordels van Europa
- Stary Browar winkelcentrum, verkozen tot mooiste ter wereld in 2005.
- het Collegium Minus van de Universiteit, tussen 1905 en 1910 als Königliche Akademie door Eduard Fürstenau gebouwd
- de Opera, in 1910 gebouwd door Max Littmann.
- Raczyńskibibliotheek is de oudst bestaande en een van de grootste openbare bibliotheken van Polen en werd gebouwd in 1829 en is een van de gebouwen op het plac Wolności, een van de belangrijkste pleinen van Poznań. Hier bevinden zich ook het Muzeum Narodowe, een van de nationale musea van Polen, en de Arkadia. De Arkadia werd tussen 1802 en 1804 gebouwd als Deutsch Stadttheater door David Gilly, dat gebouwd was als een van de hotspots van de Duitse elite in Poznań tot 1919. Vanaf 1919 heeft het gebouw diverse functies gehad, zoals een radiostation en een casino. Momenteel is het een gebouw met meerdere functies, zoals een boekhandel en het Teatr Ósmego Dnia.

Poznań is rijk aan monumenten, die zich vooral in de Oude Stad bevinden en op Ostrow Tumski, het eiland van de kathedraal. Er is ook een Koninklijk-Keizerlijke Route opgesteld die toeristen langs de belangrijkste monumenten leidt. In de stad zijn 25 musea. Zo is er het Nationaal Museum met kunst op Plac Wolnosci. Op de Oude Markt is er een militair museum, een archeologisch museum, een museum van muziekinstrumenten en ook het Raadhuis heeft een museum over de stad. Op de citadel zijn verschillende oorlogsmusea te vinden.
Archeologisch onderzoek heeft het belang voor de Poolse staat in de 11e eeuw van Ostrow Tumski getoond. Het eiland wordt ook een van de mogelijke plaatsen genoemd waar de eerste Poolse koning Mieszko I het christelijke geloof aannam. In de kathedraal is vooral de Gouden Kapel indrukwekkend, die een monument en begraafplaats vormt voor de eerste twee koningen van Polen. Ook de Poolse paus Johannes Paulus II benadrukte ooit bij zijn bezoek aan de kathedraal: "Polen begon hier." De rest van het kathedraaleiland bestaat onder andere uit het Bisschoppelijk Paleis, een museum met religieuze kunst en huizen van geestelijken alsook andere kerken. In 2014 opende een interactief museum over het kathedraaleiland. In 2012 werd al een archeologisch reservaat geopend.
Inwoners van de stad zoeken hun rust vaak aan het kunstmatig meer Malta in het oosten van de stad, gebouwd in 1952. Aan de ene kant zijn er skischansen en sleeën, aan de andere kant moderne thermen en zwembaden. Op het meer zelf kan geroeid worden. Het Maltameer doet ook vaak dienst als kwalificatieplaats voor diverse roeidisciplines voor Olympische Spelen of andere grote wedstrijden. Dit hele recreatiedistrict is uniek in Polen, en misschien zelfs in Europa. Jaarlijks eind juni en begin juli is er ook een groots theaterfestival.
Op 11 november vieren de inwoners de heilige Sint-Maarten met een grote parade met Sint-Maarten aan het hoofd. Op deze dag staan overal bakkers met de speciale sint-maartengebakjes.
De stad telt vele restaurants en cafés, die vooral rond de Oude Markt te vinden zijn.

## Verkeer en vervoer
Poznań is gelegen aan de autosnelweg van Berlijn naar Warschau.
De stad is verder een belangrijk spoorwegknooppunt in dit deel van Polen. De Eurocity tussen Berlijn en Warschau stopt er meerdere malen per dag. Ook zijn er rechtstreekse verbindingen met andere Poolse steden als Gdańsk, Wrocław en Krakau.
De luchthaven Poznań-Henryk Wieniawski ligt vijf kilometer ten westen van het stadscentrum en ontving in 2012 anderhalf miljoen reizigers.
De stad beschikt over een uitgebreid tramnet. Sinds de jaren negentig is het wagenpark gemoderniseerd met nieuw materieel, maar ook met trams overgenomen uit Amsterdam en Frankfurt am Main.

## Sport en recreatie

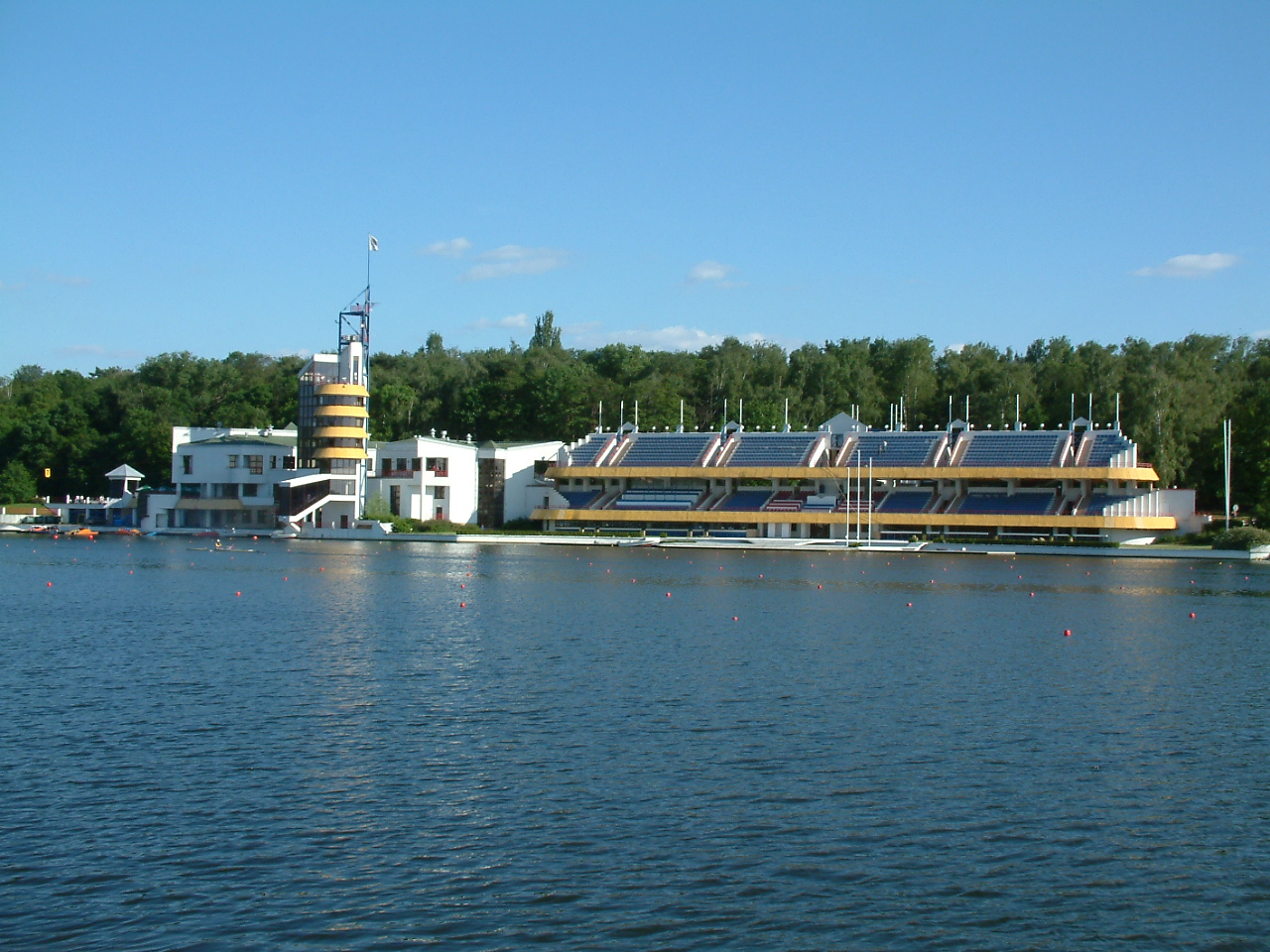
Tribune aan het Maltameer

- Lech Poznań voetbalt in de Ekstraklasa, de hoogste voetbalcompetitie in Polen. In het stadion, Stadion Miejski, werden wedstrijden gespeeld van het Europees kampioenschap voetbal 2012, georganiseerd door de UEFA. Warta Poznań is de tweede club van de stad en speelde 24 seizoenen in de hoogste klasse, waarvan de laatste keer in 1995.
- In Poznań ligt de internationale roeibaan Malta, gelegen in het gelijknamige meer.
- Aan het Maltameer ligt het Termy Maltańskie, een sport- en recreatiecentrum met Olympisch zwembad en schoonspringbad.
- De Europese wandelroute E11 komt door Poznań. De E11 loopt van Scheveningen via Duitsland, Polen en de Baltische staten naar Tallinn. Ter plaatse komt de route binnen bij het stadsdeel Kiekrz, loopt via het Strzeszynscki-meer (en het voetbalstadion) naar de oude binnenstad, waarna het via de roeibaan Malta en diverse meertjes verder gaat richting Gruszczyn.

## Stedenbanden
- Assen (Nederland)
- Brno (Tsjechië)
- Hannover (Duitsland)

## Bekende inwoners van Poznań

### Geboren
- Przemysł II (1257-1296), koning van Polen
- Catharina Opalińska (1680-1747), koningin van Polen
- Robert Remak (1815-1865), Duits arts, zoöloog en bioloog
- Leopold Damrosch (1832-1885), musicus
- Paul von Hindenburg (1847-1934), Duits veldmaarschalk en rijkspresident
- Richard Kandt (1867-1918), arts en ontdekkingsreiziger
- Günther von Kluge (1882-1944), Duits veldmaarschalk
- Ludwig Levy-Lenz (1889-1966) Duits-Joodse arts en bordeelhouder
- Marian Einbacher (1900-1943), voetballer
- Arthur Liebehenschel (1901-1948), SS-commandant Auschwitz
- Marian Spoida (1901-1940), voetballer en onderluitenant
- Henryk Zygalski (1906-1978), cryptoloog
- Lilli Palmer (1914-1986), Duits actrice
- Zygmunt Bauman (1925-2017), socioloog
- Teodor Anioła (1925-1993), voetballer
- Juliusz Paetz (1935-2019), aartsbisschop van Poznań (1996-2002)
- Alexander Münninghoff (1944-2020), Nederlands journalist en schrijver
- Wojtek Fibak (1952), tennisser
- Ewa Kasprzyk (1957), sprintster
- Lech Piasecki (1961), wielrenner
- Waldemar Kryger (1968), voetballer
- Tomasz Radzinski (1973), Canadees voetballer
- Bartosz Bosacki (1975), voetballer
- Szymon Ziółkowski (1976), kogelslingeraar
- Maciej Żurawski (1976), voetballer
- Mirosław Szymkowiak (1976), voetballer
- Artur Wichniarek (1977), voetballer
- Magdalena Grzybowska (1978), tennisspeelster
- Radosław Szagański (1979), darter
- Sylwia Grzeszczak (1989), zangeres en pianiste
- Bartosz Salamon (1991), voetballer
- Bartosz Bereszyński (1992), voetballer
- Viktoria Nowak (1997), danseres

## Galerij

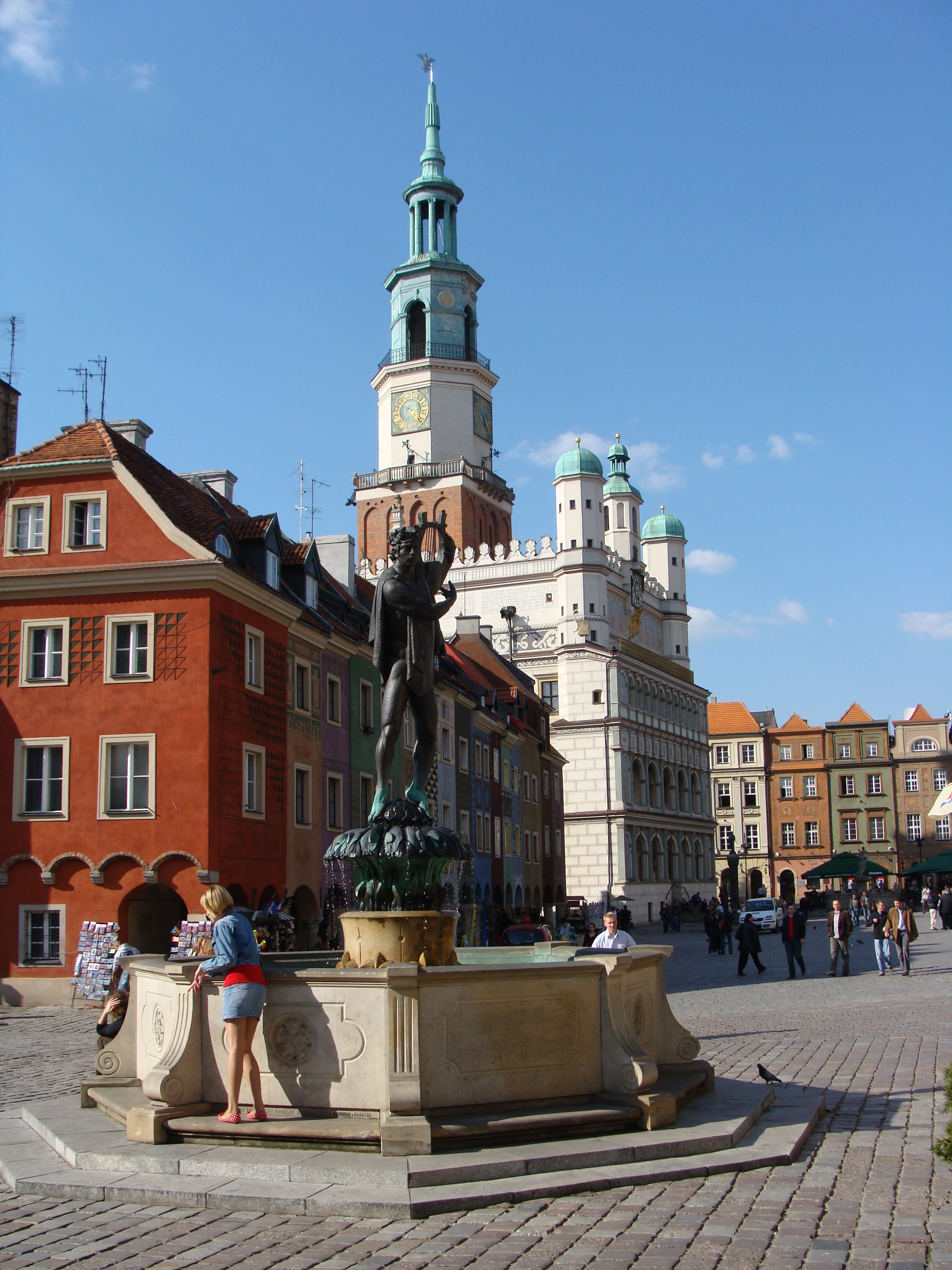
Oude Markt en het stadhuis
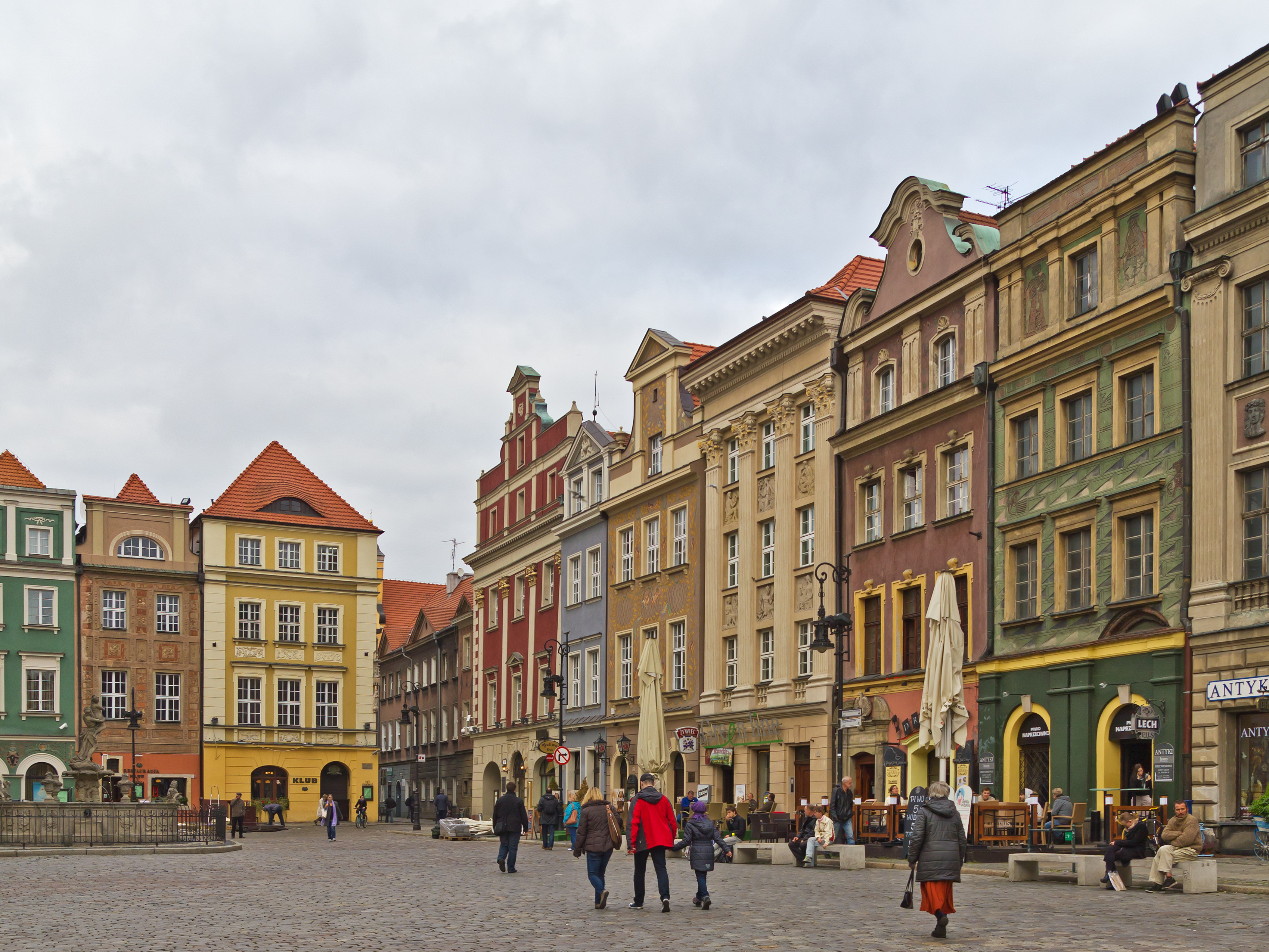
Huizen op de Oude Markt
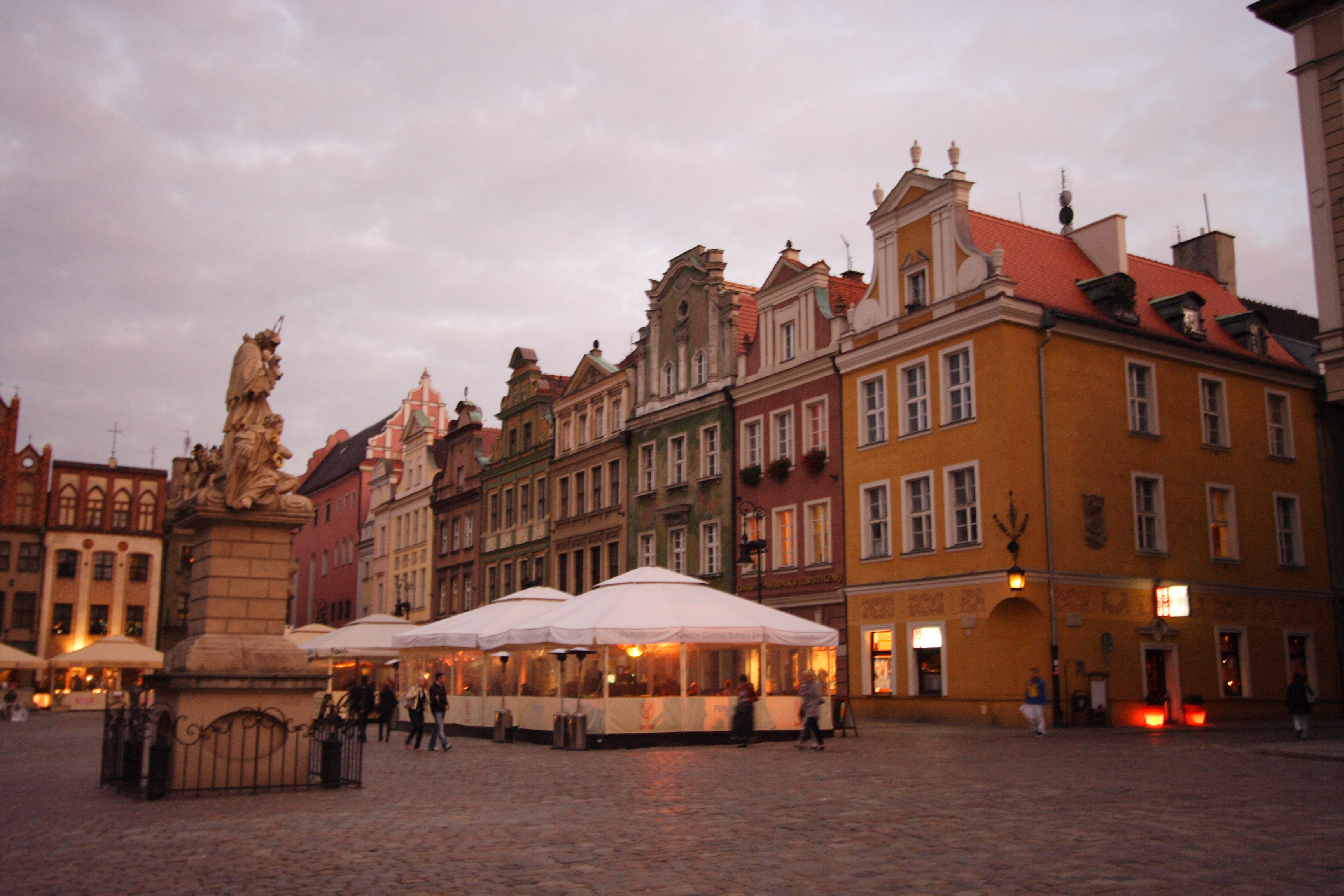
De huizen op de Oude Markt bij nacht
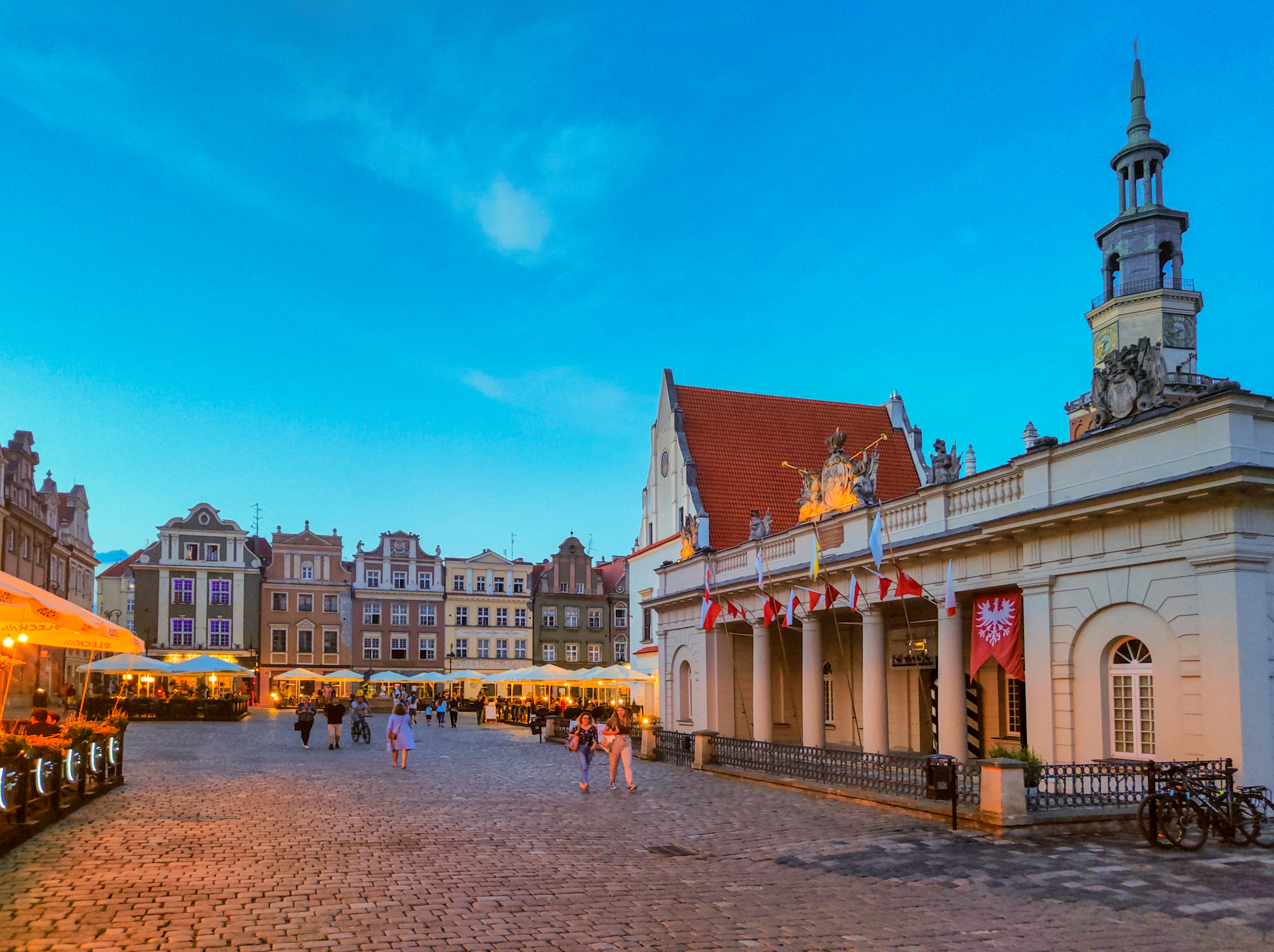
De Oude Markt bij nacht
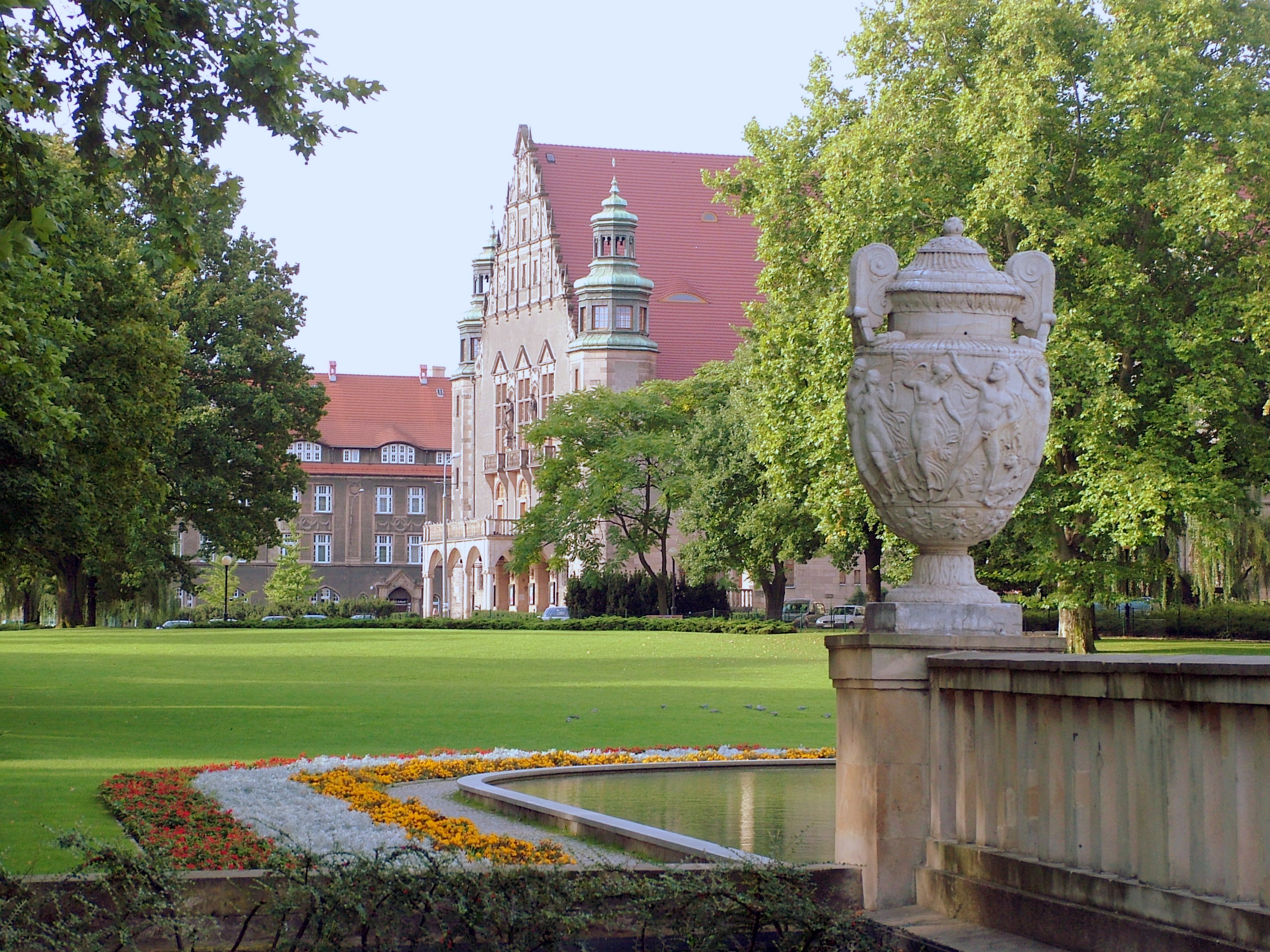
U.A.M Park
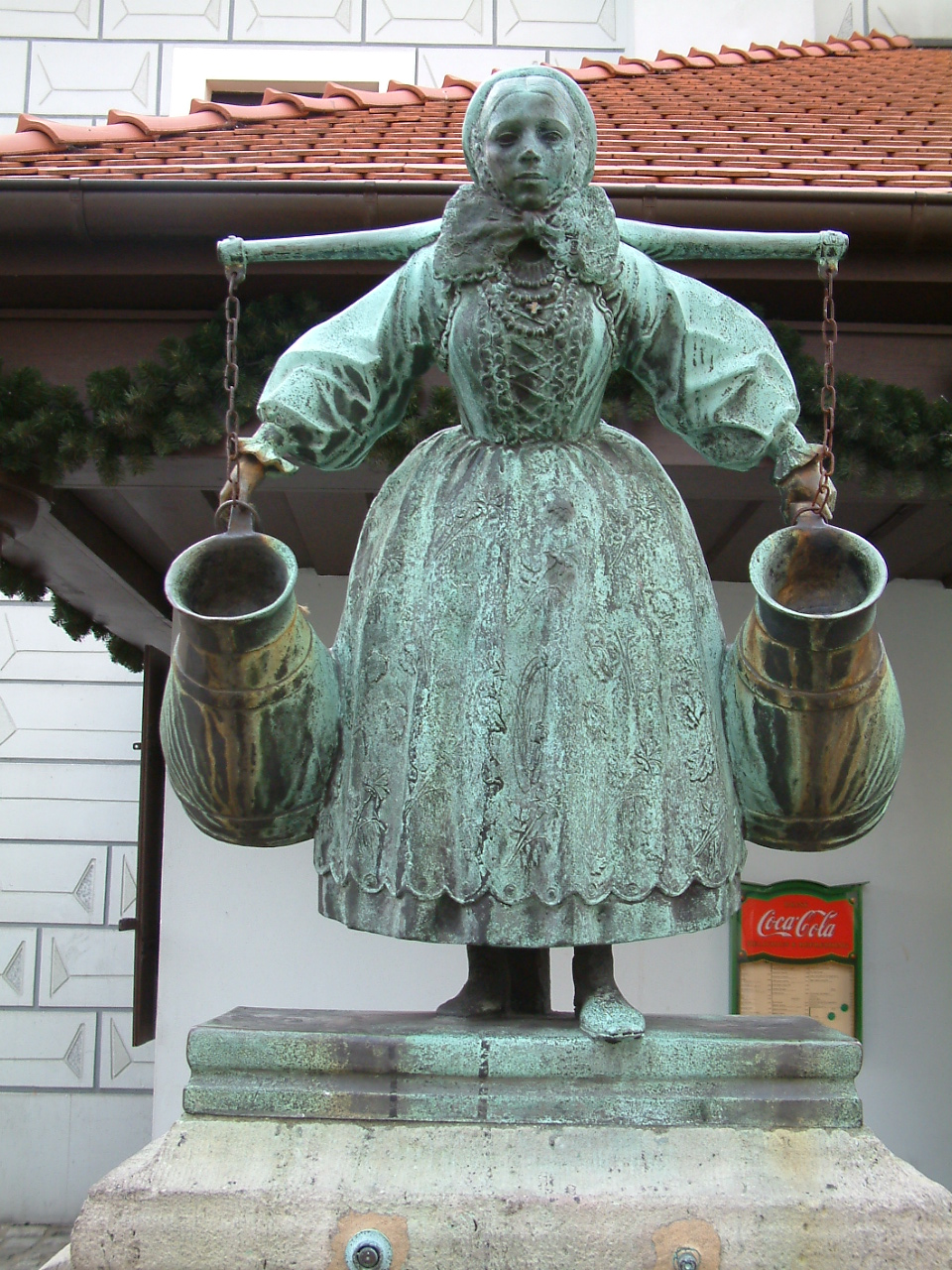
Fontein van de Baberka
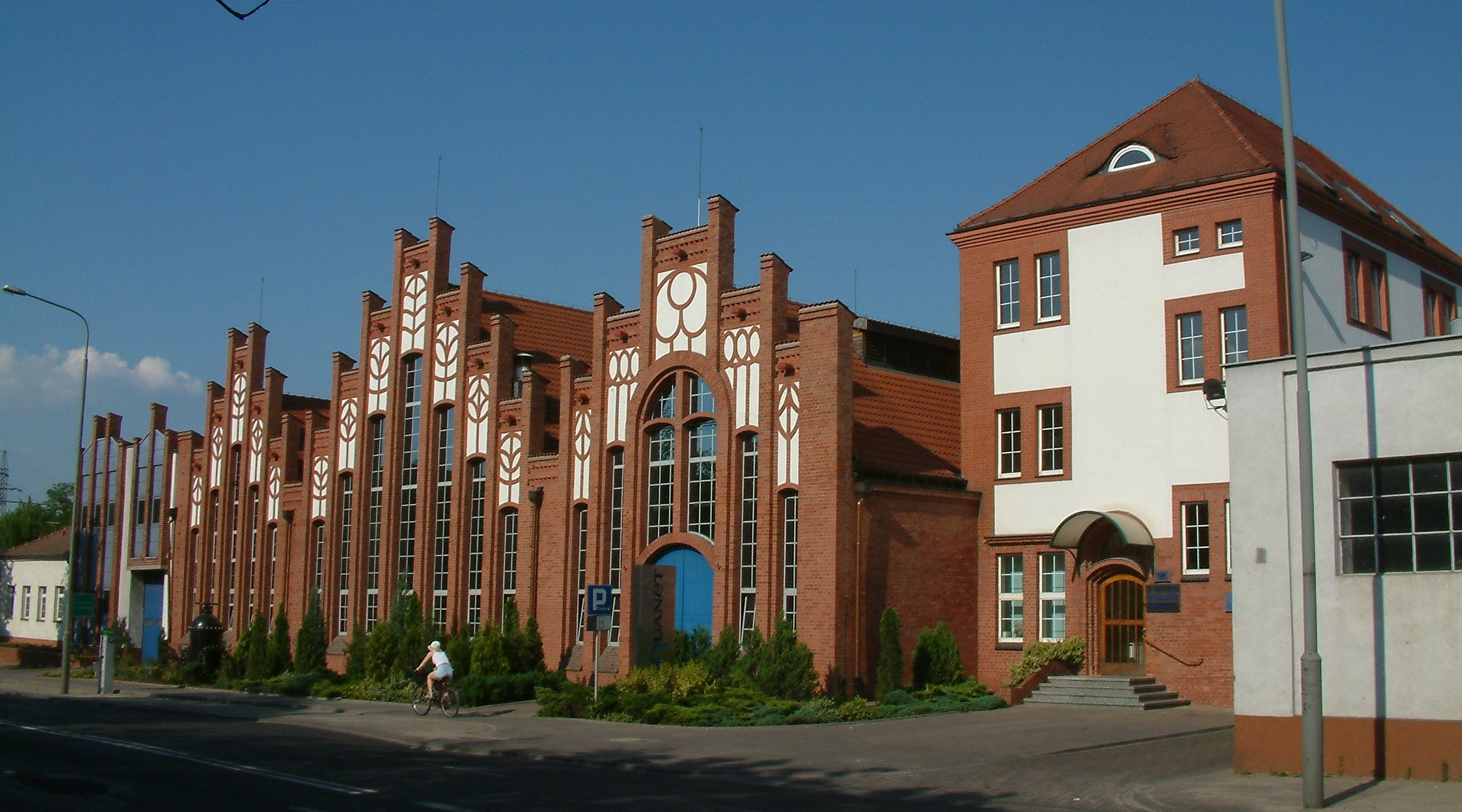
Aquanet watertoevoerbedrijf
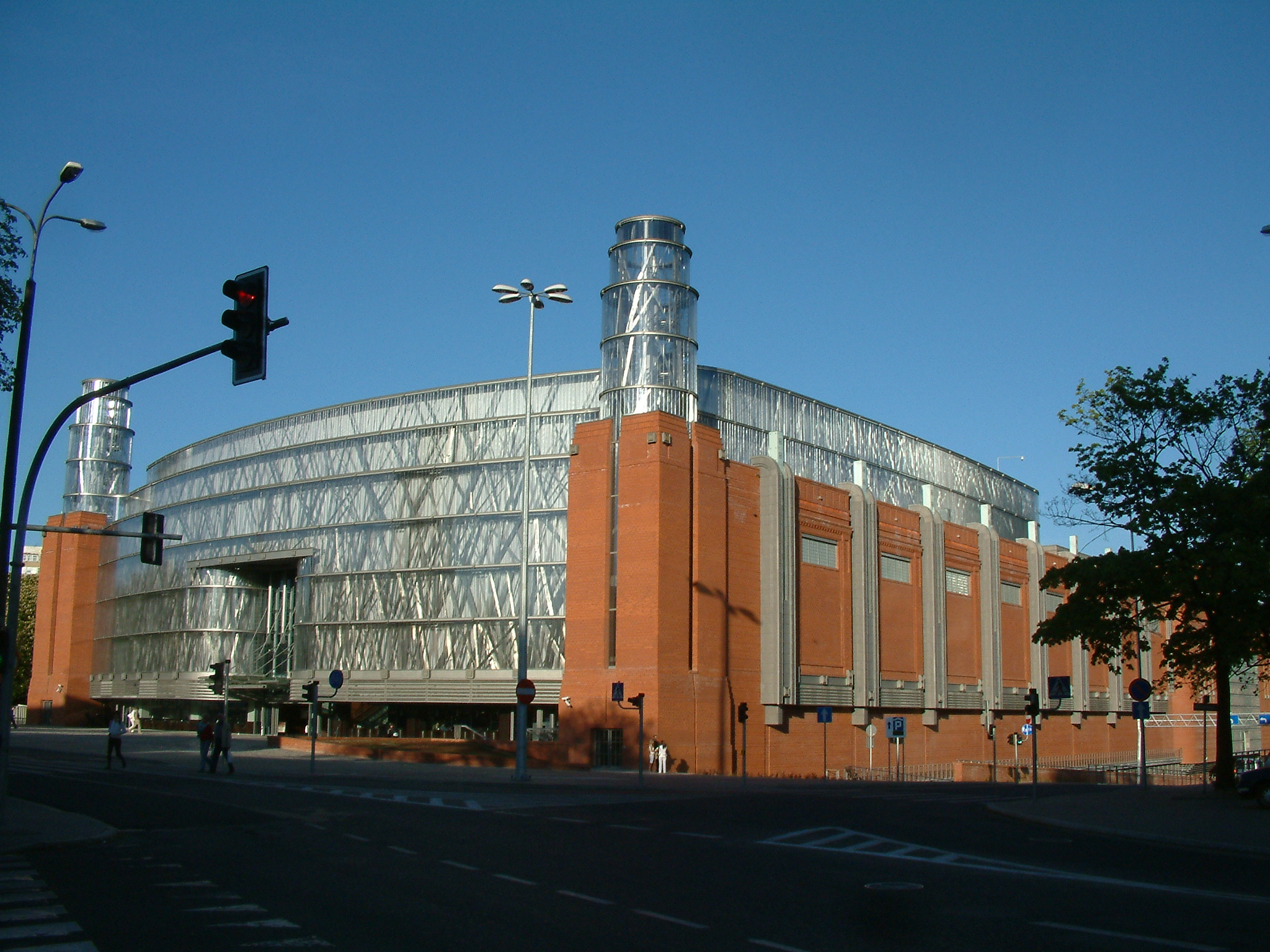
Stary Browar, winkelcentrum in Poznań
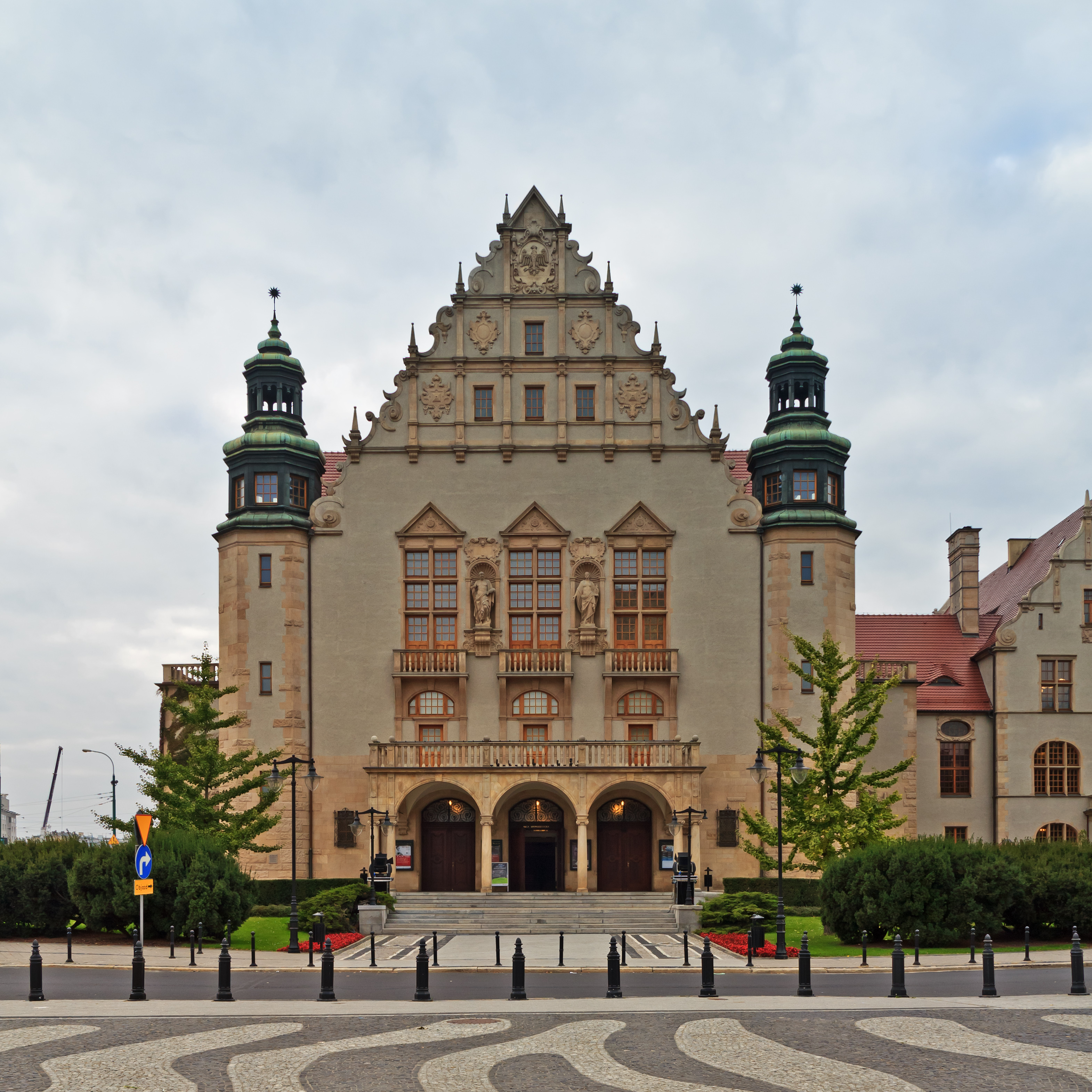
Poznań - Collegium Minus - Universiteit van Adam Miczkiewicz
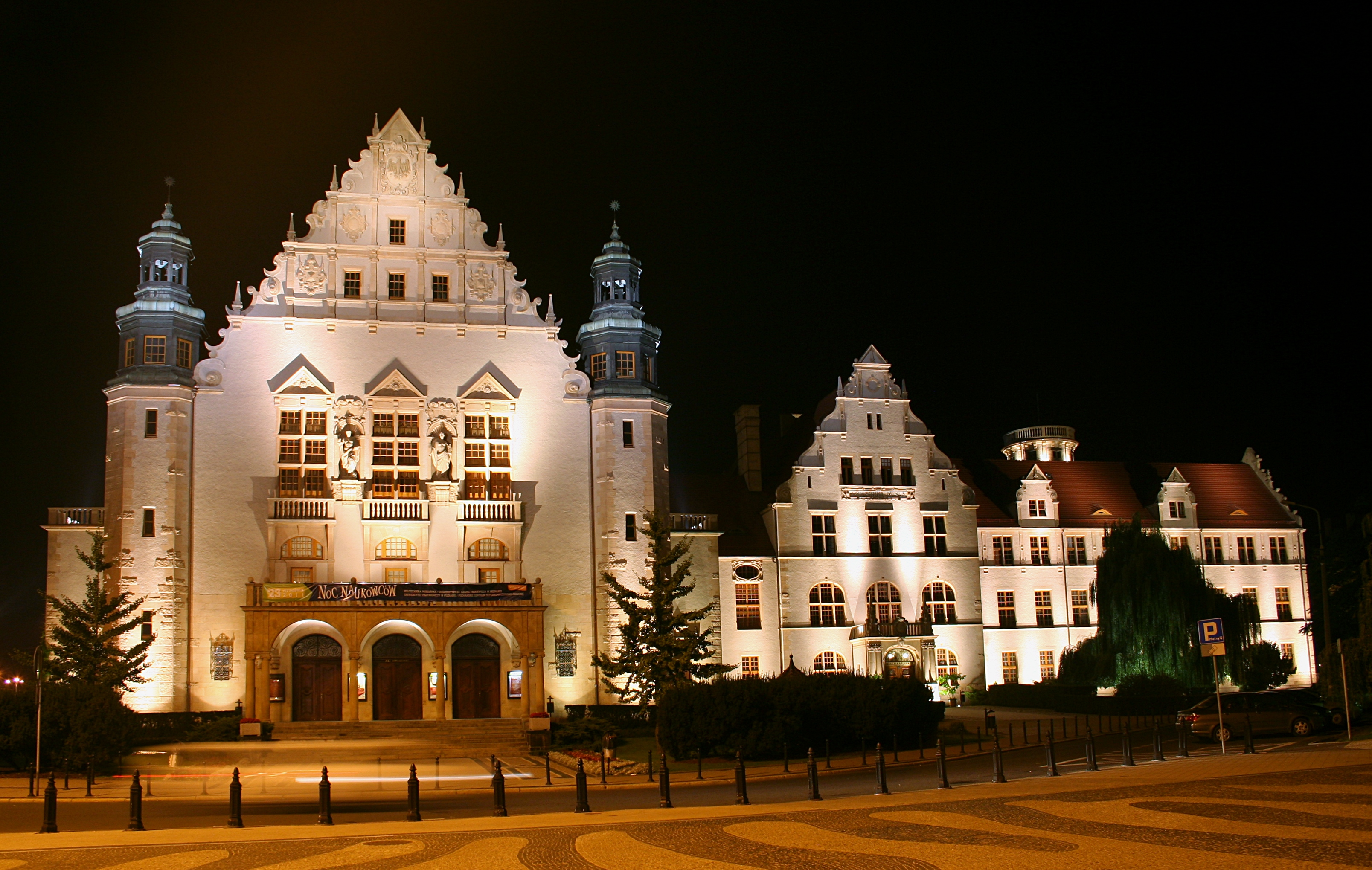
Poznań Collegium Minus bij nacht
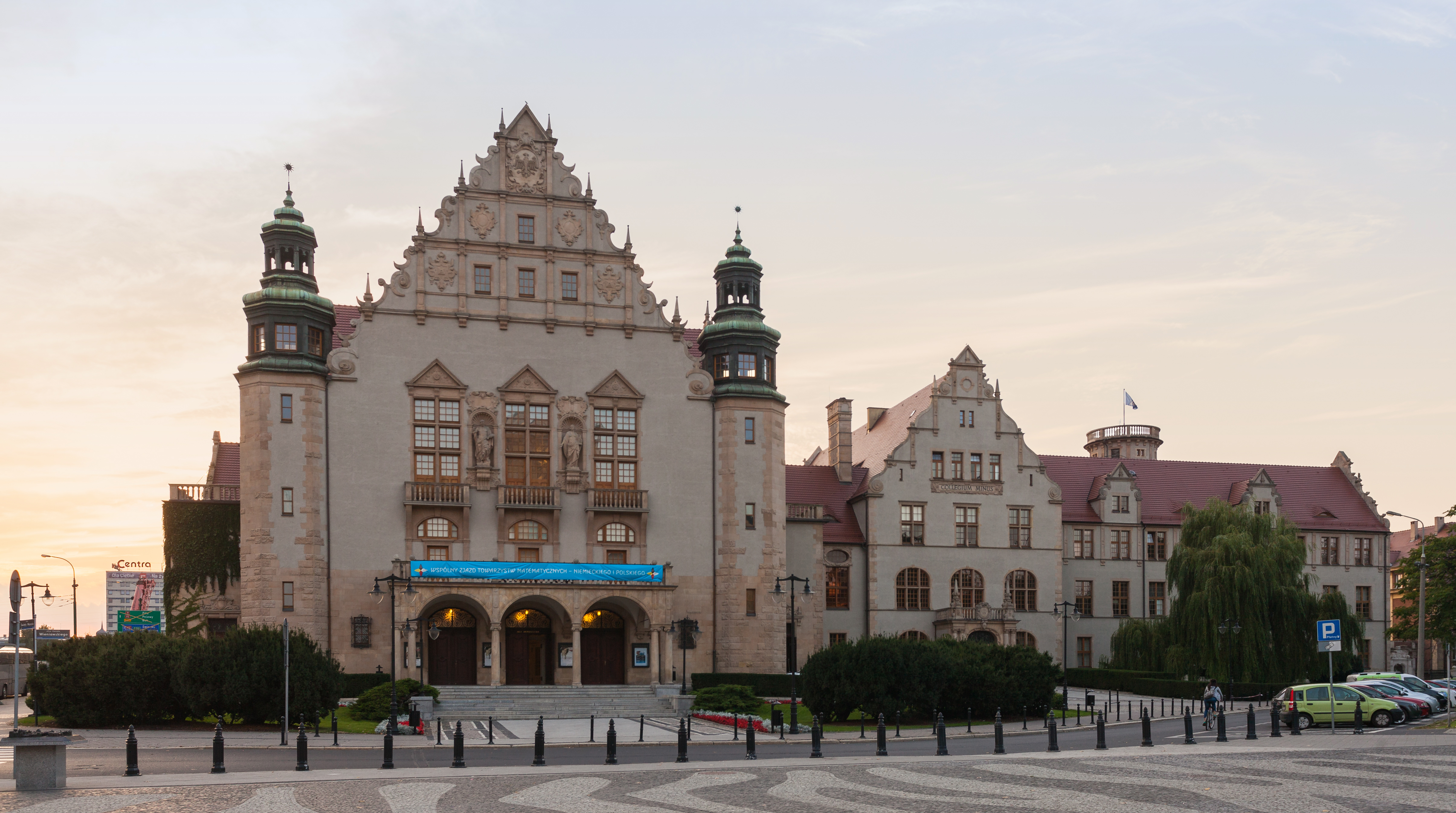
Collegium Minus
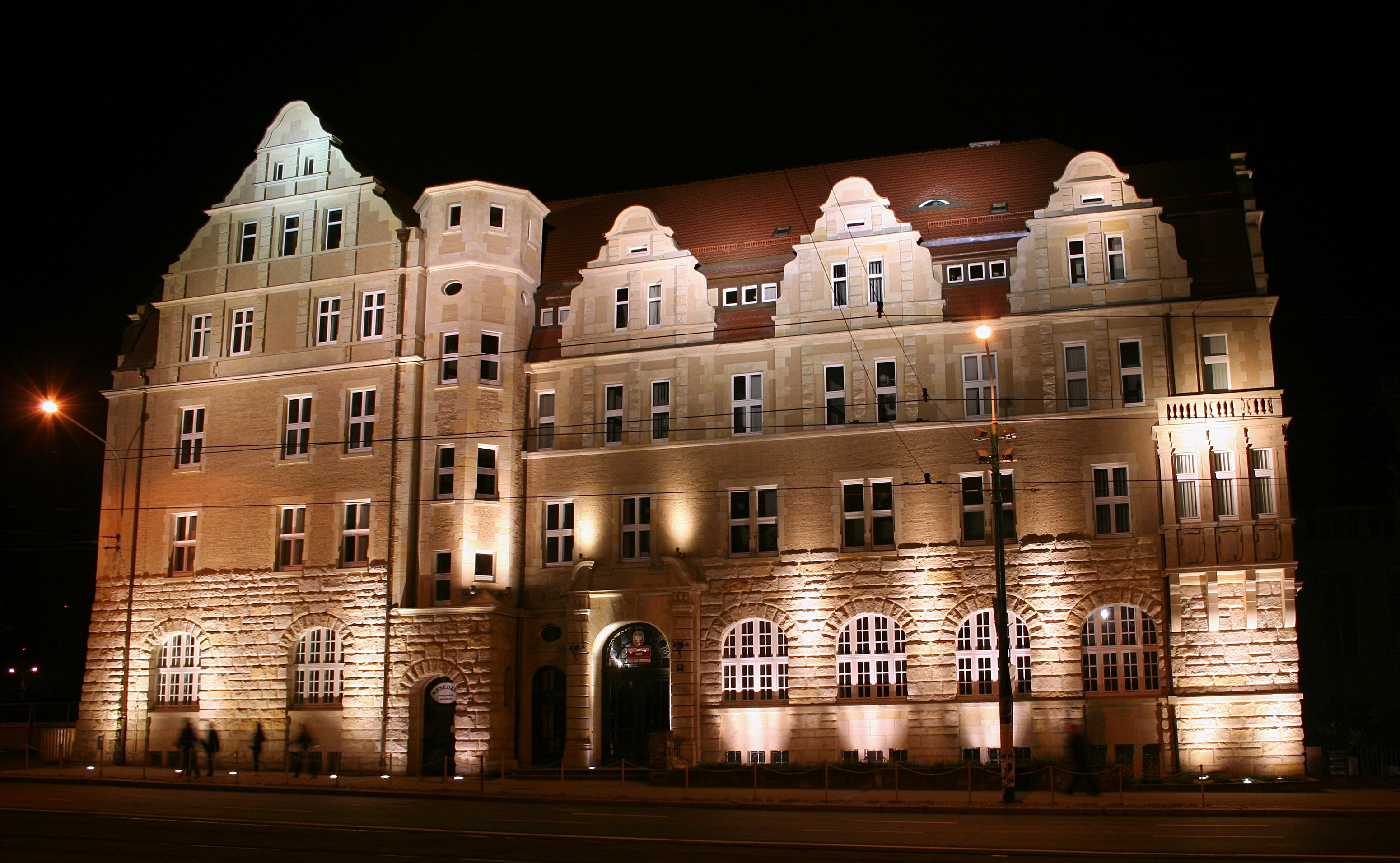
Poznań Collegium Iuridicum
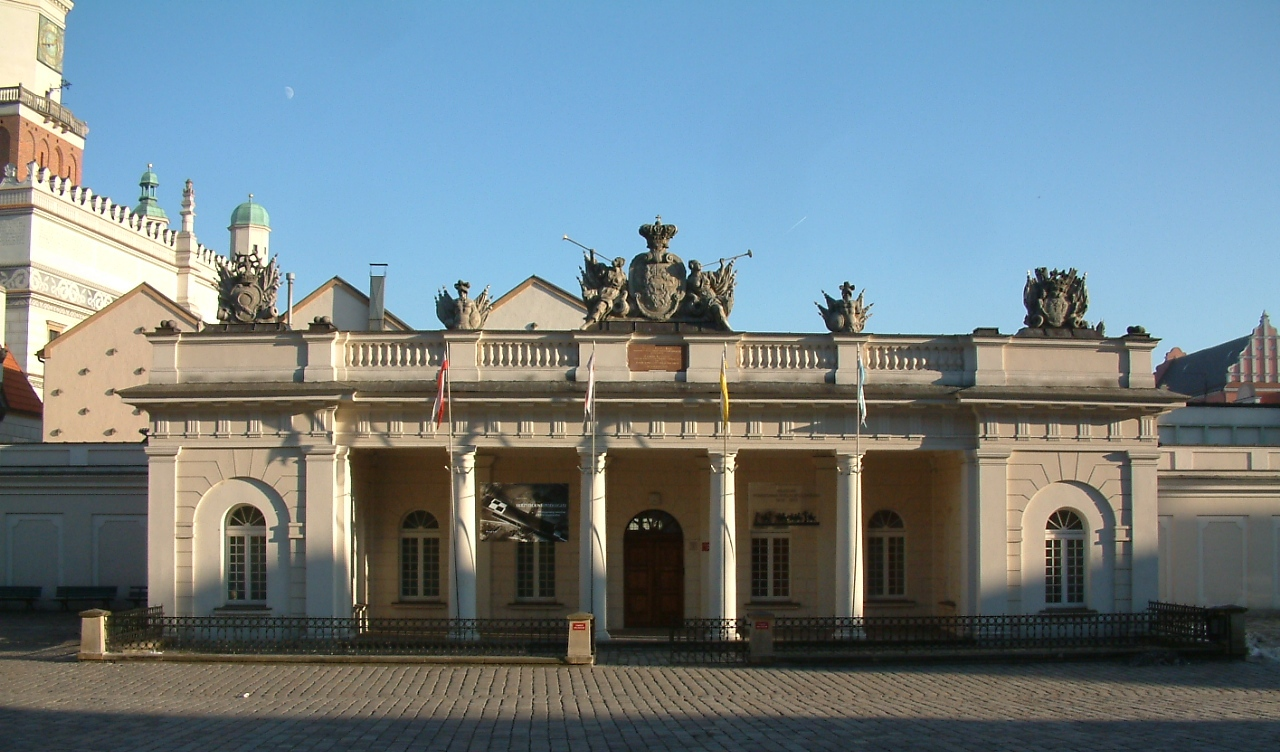
Pruisische wacht
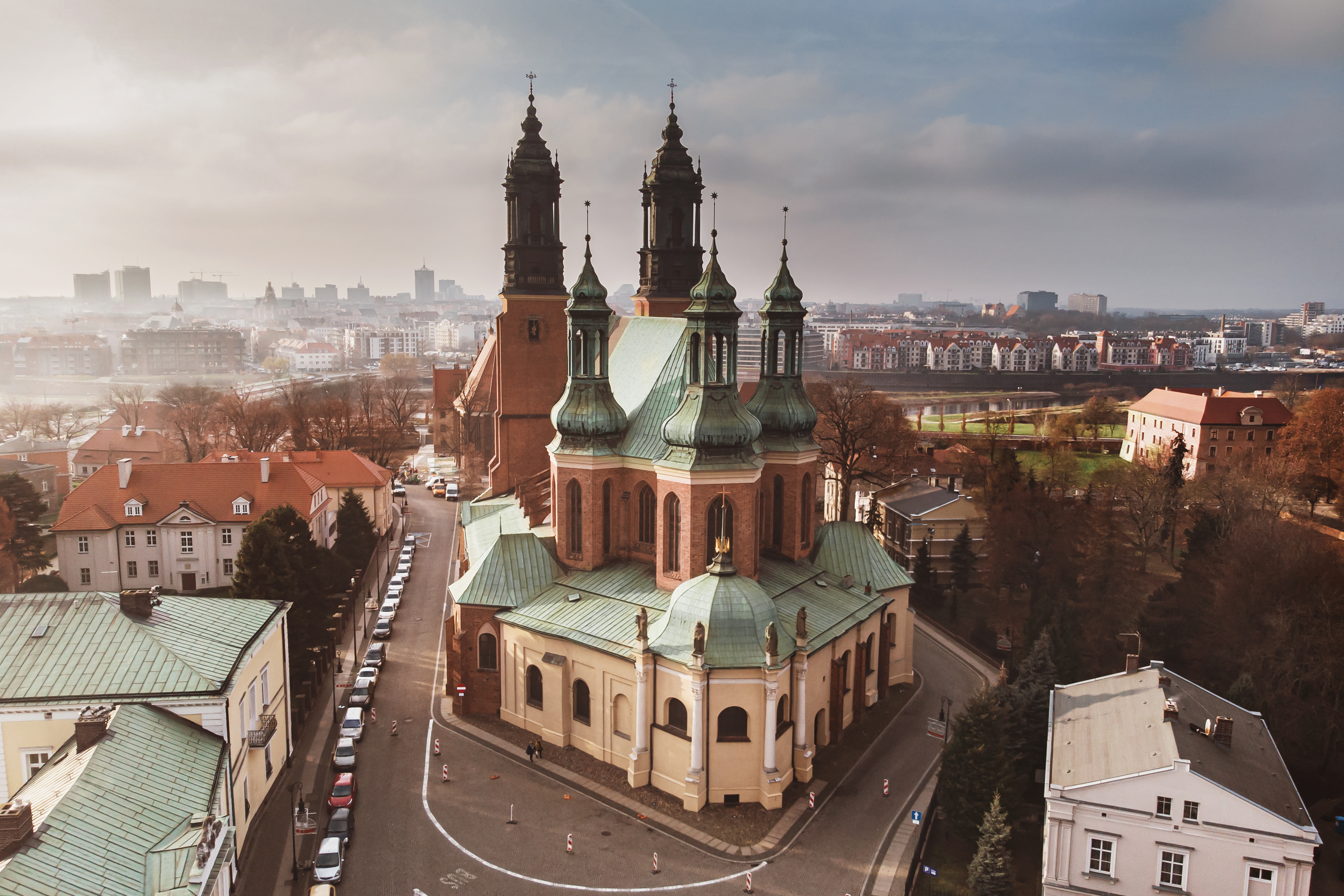
De Kathedraal van Poznań
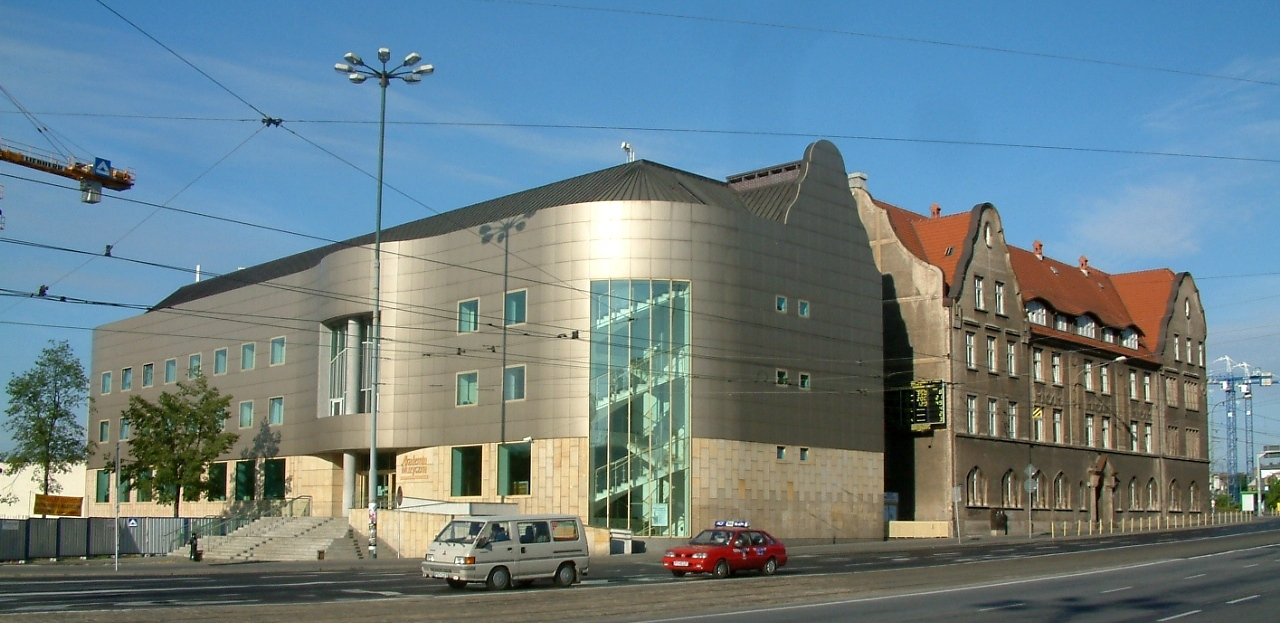
Academie van Muziek
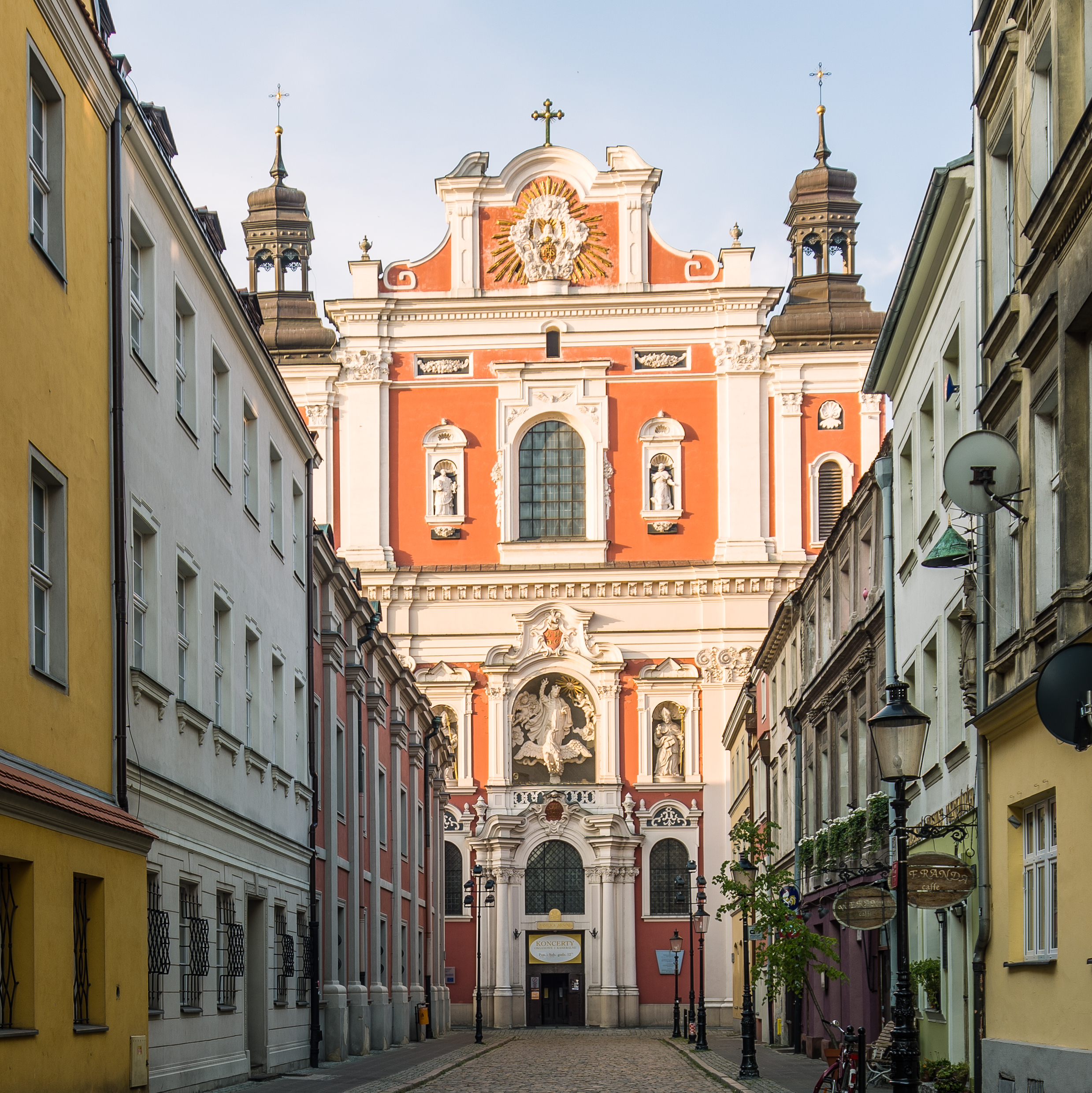
Barokke Farakerk
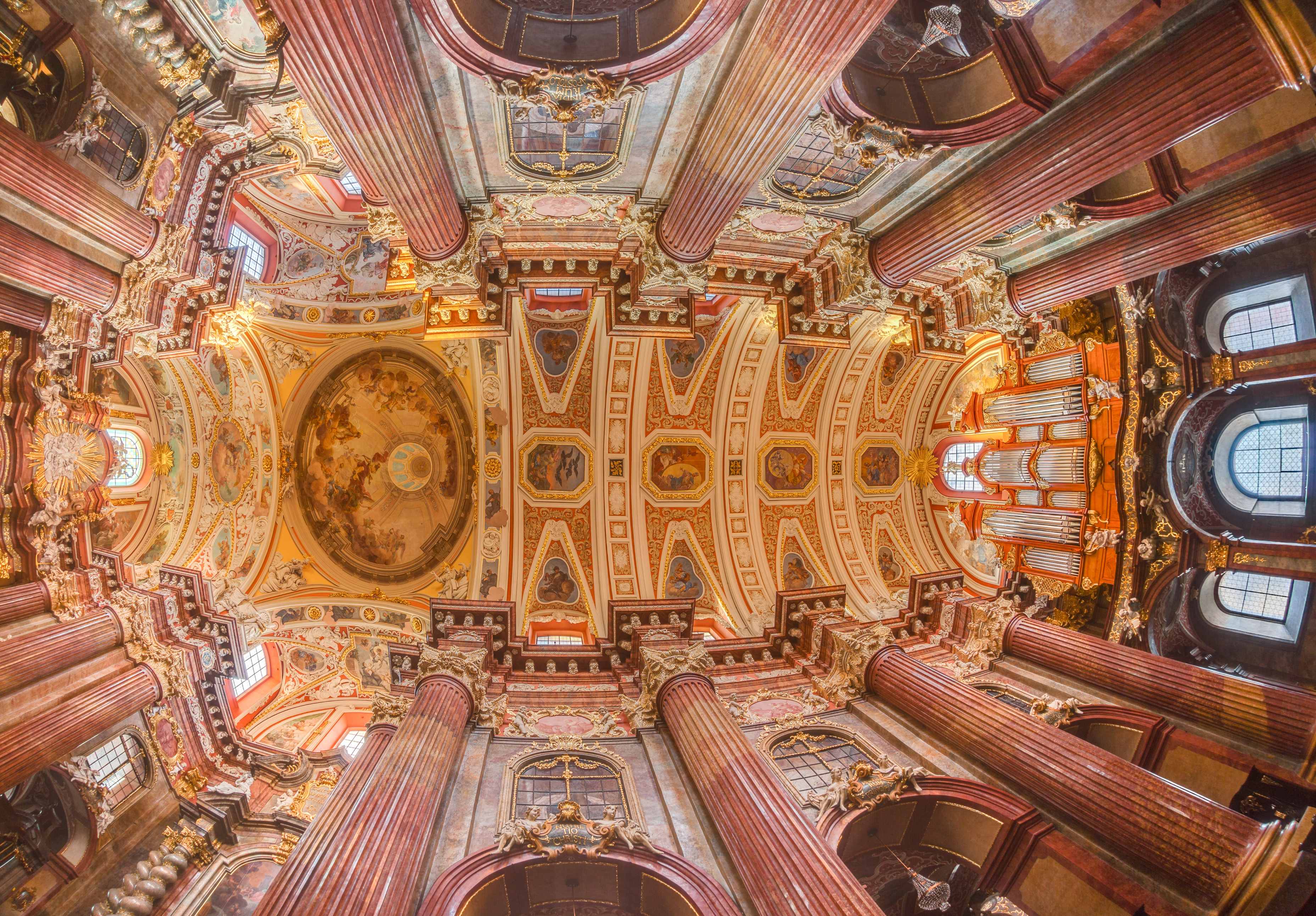
Barokke Farakerk
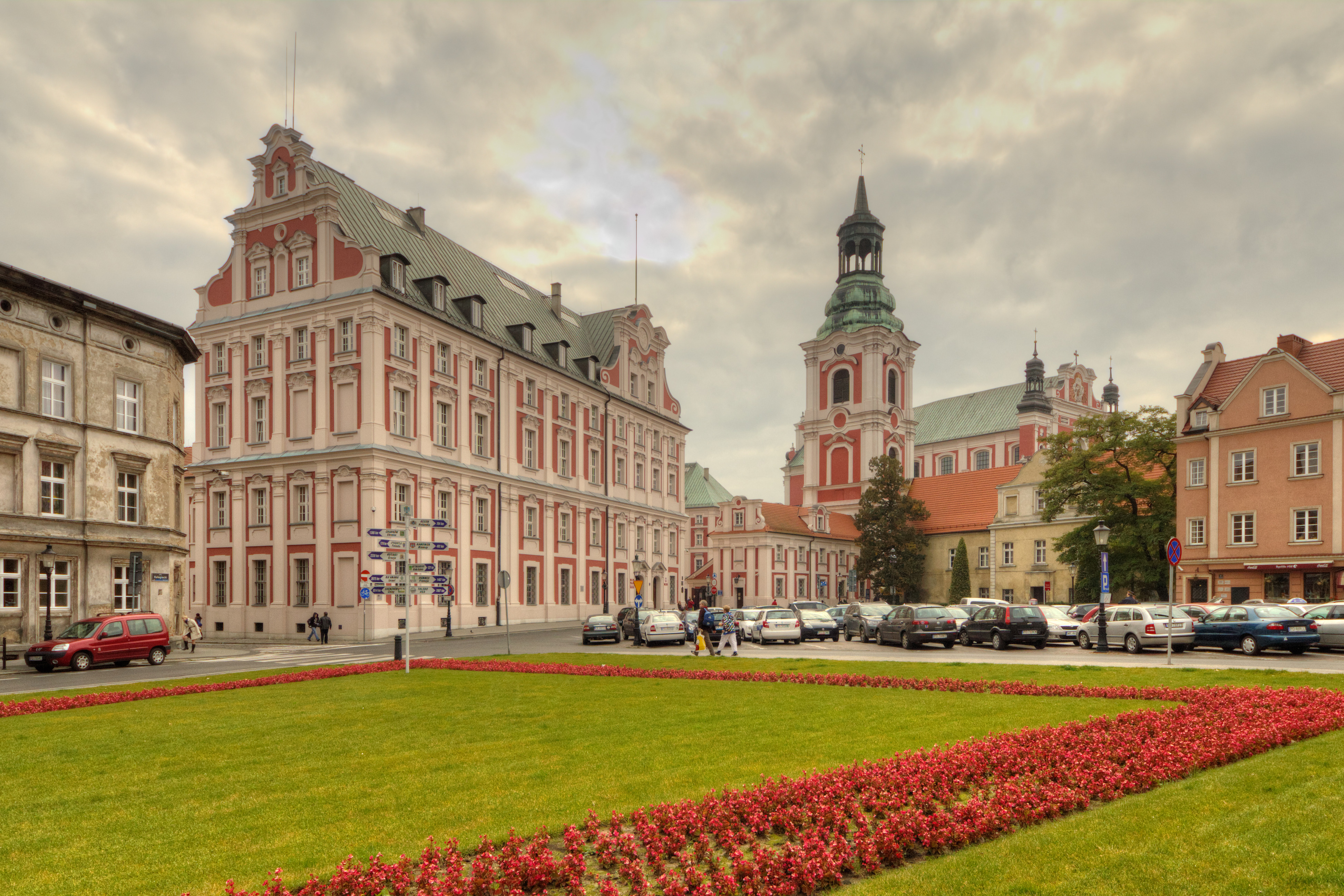
Jezuïeten college